# Flyglobespan
Flyglobespan — колишня британська бюджетна авіакомпанія, що базувалася в Единбурзі, Шотландія. Виконувала регулярні рейси з Глазго і Единбургу по 36 напрямам в Європі, Північній Америці, країнах Карибського регіону та Африці.

## Історія
Авіакомпанія Flyglobespan, дочірня компанія Globespan Group була утворена в листопаді 2002. Регулярні авіаперевезення почала в квітні 2003 з Прествіка, другого міжнародного аеропорту Глазго, а також единбурзького аеропорту на п'яти міжнародних маршрутах в Іспанію, Францію і Італію. Для цього використовувалися два літаки Boeing 737-300, надані компанією Channel Express.
Створення Flyglobespan передувала успішна діяльність її материнської компанії, шотландського туроператора Globespan Group, з продажу авіаквитків на міжнародні рейси сторонніх авіакомпаній під власним брендом. Це призвело до рішення керівництва Globespan зробити авіаперевезення самостійним напрямком бізнесу. Для Flyglobespan був обраний формат бюджетної авіакомпанії, що пропонує суттєво дешевші квитки за рахунок скорочення кількості послуг, що надаються в польоті.
Відразу після утворення Flyglobespan використовувала літаки та екіпажі авіакомпанії Channel Express, перефарбовані однак у фірмові червоно-білі кольори Flyglobespan. Нерегулярні рейси на найпопулярніші в Європі курорти тим не менш були цілком рентабельними, все це призводило до поступового збільшення їх кількості і в кінцевому підсумку вилилося у переїзд Flyglobespan з Прествіка в більш великий і зручно розташований Міжнародний аеропорт Глазго. У 2004 було прийнято рішення розпочати формування власного авіапарку. Для цього Globespan Group придбала авіаперевізника-банкрута Cougar Leasing, основним активом якого була його ліцензія на право здійснювати експлуатацію літаків. Flyglobespan перетворювалася в авіакомпанію. Незабаром була розширена і географія маршрутів: зокрема, у розклад Flyglobespan була додана Прага, і незабаром раніше монопольно обслуговувавша напрямок Глазго-Прага авіакомпанія Czech Airlines була змушена повністю піти з цього маршруту.
У березні 2005 Flyglobespan обслуговувала 15 напрямків по всій Європі, маючи в своєму розпорядженні флот з 9 літаків, з яких 3 були новими. Кількість пасажирів потроїлася, до 1,5 мільйонів в рік. Оборот за другий рік діяльності авіакомпанії (закінчується у жовтні 2004) склав 98 мільйонів фунтів, прибуток — 3,7 мільйона фунтів.

## Сьогоднішній день
Незважаючи на високу вартість палива і конкуренцію, що посилюється на ринку бюджетних авіаперевезень, Flyglobespan продовжувала успішно розширювати свою діяльність. У жовтні 2005 почали здійснюватися регулярні рейси з лондонського аеропорту Стенстед. Хоча траплялися й невдачі: щоденний рейс з Глазго в Амстердам був у підсумку скасовано з невеликої кількості пасажирів, які ним користуються.
1 листопада 2005 Flyglobespan анонсувала свій перший трансатлантичний маршрут: з Глазго в Міжнародний аеропорт Сенфорд (Орландо, шт. Флорида, США). Регулярні рейси на ньому почалися в червні 2006, для перельотів використовується літак Boeing 767. На літній період 2006 частота рейсів в Аліканте і Малагу була збільшена до двох в день, а польоти в Мурсію стали здійснюватися щоденно. Крім того, відкрилися сезонні щотижневі маршрути в Афіни і Іракліон.
У січні 2006 Flyglobespan оголосила про 70-відсоткове зростання прибутку порівняно з минулим роком.
19 грудня 2009 року авіакомпанія повністю припинила операційну діяльність.

## Майбутнє

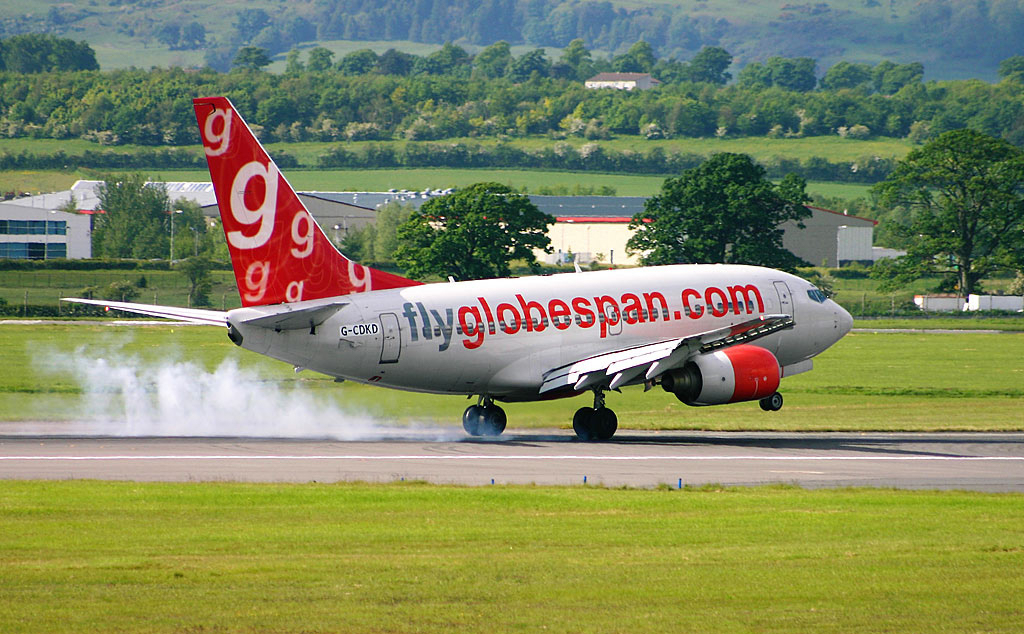
Boeing 737 авіакомпанії Flyglobespan приземляється в аеропорту Глазго

- Червень 2006: Flyglobespan оголосила про плани включити Міжнародний аеропорт Абердіна у сферу своєї діяльності: взимку 2006 звідти почнуться польоти в Тенерифе.
- Листопад 2006:
  - Ліверпуль: Тенерифе;
  - Манчестер: Торонто (цей маршрут Flyglobespan буде ділити з авіакомпанією Zoom Airlines, з якої було підписано угоду про кодшеринге); Кейптаун. Обидва нових напрямку буде обслуговувати Boeing 767;
  - Белфаст: Орландо (Сенфорд);
- Січень 2007: Глазго — Барбадос;
- Лютий 2007: Глазго — Лас-Вегас;
- Травень 2007:
  - Ліверпуль: Нью-Йорк (Ньюарк). На маршруті буде використовуватися Boeing 757;
  - Глазго — Бостон.

Для того, щоб обслужити зростаючу мережу напрямків у Flyglobespan існують плани взяти в лізинг у ILFC ще один старий Boeing 767-300 і новий Boeing 737-700. До травня 2007, спеціально до відкриття рейсу Ліверпуль — Нью-Йорк флот Flyglobespan поповниться і першим Boeing 757. Також є плани з придбання третього Boeing 767, другого Boeing 757 і ще двох Boeing 737.
Авіакомпанія Flyglobespan також задекларувала намір почати здійснювати з травня 2007 регулярні рейси з Міжнародного аеропорту Гамільтона в різні міста Великої Британії та Ірландії.
У серпні 2006 Flyglobespan оголосила про намір взяти в лізинг у ILFC на 10 років два Boeing 787-8 Dreamliner. Лайнери повинні бути поставлені в березні і листопаді 2010 року.

## Напрями
За даними на вересень 2006 року авіакомпанія виконувала польоти за такими напрямами:

### Африка
- ПАР
  - Кейптаун (Міжнародний аеропорт Кейптауна): з листопада 2006

### Європа
- Велика Британія
  - Англія
    - Бірмінгем (Міжнародний аеропорт Бірмінгема): з травня 2007
    - Дарем (Durham Tees Valley Airport): з листопада 2006
    - Донкастер (Аеропорт Донкастер-Шеффілд імені Робіна Гуда): з травня 2007
    - Ліверпуль (Аеропорт Ліверпуля імені Джона Леннона): з листопада 2006
    - Лондон (Стенстед)
    - Манчестер (Міжнародний аеропорт Манчестера): з листопада 2006
    - Ньюкасл (Міжнародний аеропорт Ньюкасла): з травня 2007
    - Ексетер (Аеропорт Ексетера): з травня 2007

  - Шотландія
    - Абердін (Аеропорт Абердіна): з листопада 2006
    - Глазго (Міжнародний аеропорт Глазго)
    - Единбург (Аеропорт Единбурга)
- Греція
  - Афіни (Eleftherios Venizelos Airport)
  - Іракліон (Міжнародний аеропорт Іраклиона імені Нікоса Казантзакіса)
- Кіпр
  - Пафос (Міжнародний аеропорт Пафоса)
- Ірландія
  - Дублін (Аеропорт Дубліна): з травня 2007
  - Шеннон (Аеропорт Шеннона): з травня 2007
- Іспанія
  - Аліканте (Аеропорт Аліканте)
  - Барселона (El Prat International Airport)
  - Івіса (Аеропорт Івіси)
  - Лансароте (Аеропорт Лансароте)
  - Лас-Пальмас-де-Гран-Канарія (Gran Canaria International Airport)
  - Менорка (Менорка)
  - Малага (Аеропорт Малаги)
  - Мурсія (Murcia-San Javier Airport)
  - Пальма (місто) (Son Sant Joan Airport)
  - Тенерифе (Аеропорт Тенерифе імені королеви Софії)
- Італія
  - Рим (Міжнародний аеропорт імені Леонардо да Вінчі)
- Португалія
  - Фару (Аеропорт Фару)
- Франція
  - Ніцца (Міжнародний аеропорт Лазурного берега)
  - Шамбері (Аеропорт Шамбері): із грудня 2006
- Хорватія
  - Пула (Аеропорт Пули)
- Чехія
  - Прага (Міжнародний аеропорт Рузіне)
- Швейцарія
  - Женева (Міжнародний аеропорт Куантрен)
- Швеція
  - Гетеборг (Аеропорт Гетеборг-Ландветтер)

### Північна Америка
- Барбадос: з січня 2007
- Канада
  - Торонто (Міжнародний аеропорт Пірсон): з листопада 2006
  - Гамільтон (Міжнародний аеропорт імені Джона Манро): з травня 2007
- США
  - Бостон (Логан): з травня 2007
  - Лас-Вегас (МакКарран): з лютого 2007
  - Ньюарк (Міжнародний аеропорт Ньюарк Ліберті): з травня 2007
  - Орландо (Міжнародний аеропорт Сенфорд)

## Флот
За станом на червень 2006 флот Flyglobespan складався з 12 літаків:
- 4 Боїнга 737-300
- 4 Боїнга 737-600
- 3 Боїнга 737-800
- 1 Boeing 767-300